# La Torre Oscura: el viento por la cerradura
El viento por la cerradura (The wind through the keyhole) es una novela de Stephen King, publicada por primera vez el 21 de febrero de 2012 por Grant como una edición limitada, y luego publicada por Scribner como una edición comercial en tapa dura el 24 de abril de 2012, con ediciones en formato de libro electrónico y de audiolibro. El audiolibro es leído por el autor. Como parte de la serie de La Torre Oscura, es el octavo libro, pero cronológicamente se ubica entre los volúmenes cuatro y cinco. Mencionado por King por primera vez en 2009, después de que la serie fuera proclamada como concluida tras la publicación de la séptima novela en 2004, fue anunciada en el sitio oficial del autor el 10 de marzo de 2011. Un pequeño extracto fue publicado en línea el 19 de diciembre de 2011, el día en que la edición limitada de la novela estuvo disponible para preventa.

## Información
En una entrevista en marzo de 2009, King informó, describiendo una idea para una historia corta que él había tenido recientemente: "Y luego pensé, 'Bueno, ¿por qué no encuentro tres más así y hago un libro que podría ser como cuentos de hadas modernos?' Luego se comenzó a añadir en trozos y piezas, así que pensé que sería una novela". De acuerdo con King, la idea es una nueva novela de La Torre Oscura. King dijo, en relación con la serie, "Todavía no se ha terminado. Estos siete libros son secciones de una larga über-novela".
Mientras promocionaba su novela Under the Dome, Stephen King confirmó esto durante su evento TimesTalk en TimesCenter en Nueva York el 10 de noviembre de 2009, y al día siguiente la página oficial de King publicó la información de que King comenzaría a trabajar en esta novela en cerca de ocho meses, con el título provisional de El viento por la cerradura.
El 1 de diciembre de 2009, King publicó una encuesta en su página oficial, pidiendo a los visitantes que voten por cuál libro debería escribir próximamente: 

Mencioné dos proyectos potenciales mientras estaba en el camino, uno un nuevo libro de Mundo-Medio (no directamente sobre Roland Deschain, pero sí, él y su amigo Cuthbert aparecen en el mismo, cazando a un "Hombre-Piel", que es como se llama a los hombres lobo en ese reino perdido) y una secuela de El resplandor llamada Doctor Sleep. ¿Estás interesado en leer alguno de estos? Si es así, ¿cuál quisieses? [Nosotros] estaremos contando tus votos (y por supuesto que no significa nada si la musa no habla).

La votación terminó el 31 de diciembre de 2009. Al mes siguiente se reveló que Doctor Sleep recibió 5.861 votos, mientras que El viento por la cerradura recibió 5.812.

## Información de publicación
El libro, como sus predecesores en la serie, contiene varias ilustraciones. El trabajo artístico de este volumen fue realizado por Jae Lee, el principal ilustrador de las adaptaciones realizadas por Marvel Comics del otro trabajo de King, La Torre Oscura. Al igual que con los primeros tres volúmenes de la serie, Grant publicó una edición limitada de la novela, seguida por una edición comercial en masa por Scribner, que no contiene las ilustraciones. La edición limitada de Grant fue publicada en dos variantes: una "Deluxe Edition" en caja completa, firmada por Stephen King y limitada a 800 copias, y una "Artist's Edition" en caja simple, firmada por Jae Lee y limitada a 5000.

### Portadas
Inicialmente, la primera ilustración de portada publicada para el libro era una portada preliminar para la edición comercial de Scribner, la cual fue marcada como "no definitiva". Estuvo disponible para distribuidores en línea, como Amazon.com, a principios de septiembre de 2011. Luego, cuando la edición de Grant estuvo por primera vez disponible para preventa el 19 de diciembre, la ilustración de portada para la edición limitada fue revelada, seguida por la ilustración final de la cubierta envolvente de la edición de Scribner, el 22 de diciembre. El diseño de la portada de la edición de Scribner fue realizado por Platinum Fmd, los creadores de la portada de la novela de King La cúpula, de 2009, y Rex Bonomelli, diseñador y director de arte de Scribner. La versión preliminar de la portada era más simple que la versión final, y, de acuerdo a Bonomelli, le faltaban elementos, como el tigre, que en la versión final "da a la portada un poco más de drama".

## Argumento
La novela comienza con Roland y su ka-tet llegando a un río en su viaje a la Torre Oscura. Un anciano hombre que opera un bote los ayuda a cruzar el río, y les advierte que se aproxima una gran tormenta (llamada starkblast en la versión original), y que pueden encontrar refugio en un edificio algunas millas adelante. El grupo llega al refugio justo a tiempo, y mientras esperan a que finalice la tormenta, Roland relata una historia para mantenerlos ocupados. La historia que cuenta, llamada "Skin-Man" ("Hombre-Piel"), muestra a Roland como un joven pistolero. Su padre lo envía a él y a Jamie De Curry, su compañero de ka, hacia el oeste, al pueblo de Debaria, en una misión para capturar al Hombre-Piel, un ser que aparentemente cambia de forma y que aterroriza al pueblo y las áreas circundantes transformándose en diferentes animales durante la noche, y provocando alborotos que terminan en asesinatos. Roland y Jamie toman un tren a Debaria, pero el mismo se descarrila antes de llegar y deben terminar su viaje a caballo. En el camino, pasan por un pueblo conocido como Serenidad, una comunidad de mujeres en donde la madre de Roland vivió luego de sufrir un colapso mental, después de su relación con Marten. Es allí en donde conocen a una mujer atacada por el Hombre-Piel y escuchan su historia.
Roland y Jamie llegan a Debaria, y con la ayuda del alguacil local, Hugh Peavy, determinan que es muy probable que el Hombre-Piel sea un obrero de una mina de sal ubicada en un pueblo cercano. A la mañana siguiente, descubren que otro ataque brutal ocurrió durante la noche en una granja local. Investigan la escena, y descubren un único superviviente, un pequeño niño llamado Bill, quien perdió a su padre en el ataque. Roland y Jamie determinan que el asesino dejó la escena a caballo, y Roland envía a Jamie a las minas de sal para reunir a todo minero que posea un caballo o sepa andar en uno. Mientras retorna a Debaria con Bill, Roland realiza su truco hipnótico (que usa por primera vez en su vida cronológica en Mago y cristal) con uno de sus cartuchos (un .57, el calibre de la pistola de un aprendiz). Mientras se encuentra hipnotizado, Bill relata lo que vio del Hombre-Piel. Dice que lo vio en su forma humana después del ataque, pero solo vislumbró su pie. Afirmó que el Hombre-Piel tenía uno de sus tobillos rodeado por un tatuaje de un aro azul. El tatuaje indica que el hombre pasó un tiempo en prisión en un (ahora abandonado) cuartel militar al oeste de Debaria. Esta área había caído a manos de John Farson, el Hombre Bueno, dentro de la última generación. De vuelta en el pueblo, Roland lleva a Bill a una celda en la estación del alguacil. Planea hacer caminar a cada sospechoso frente a Bill con la esperanza de que el joven niño pueda identificar al Hombre-Piel, o que el Hombre-Piel se revele a sí mismo al huir por temor a ser identificado. Mientras Roland y Bill esperan a que Jamie traiga a los sospechosos, Roland cuenta al niño la historia de El viento por la cerradura.

En la historia (dentro de una historia), conocemos a Tim Ross, un joven niño que vive en un pueblo olvidado que teme a la recolección de impuestos a la propiedad por un hombre al que llaman "el Cobrador". Tim perdió recientemente a su padre, quien fue asesinado por un dragón en el bosque, mientras cortaba árboles.

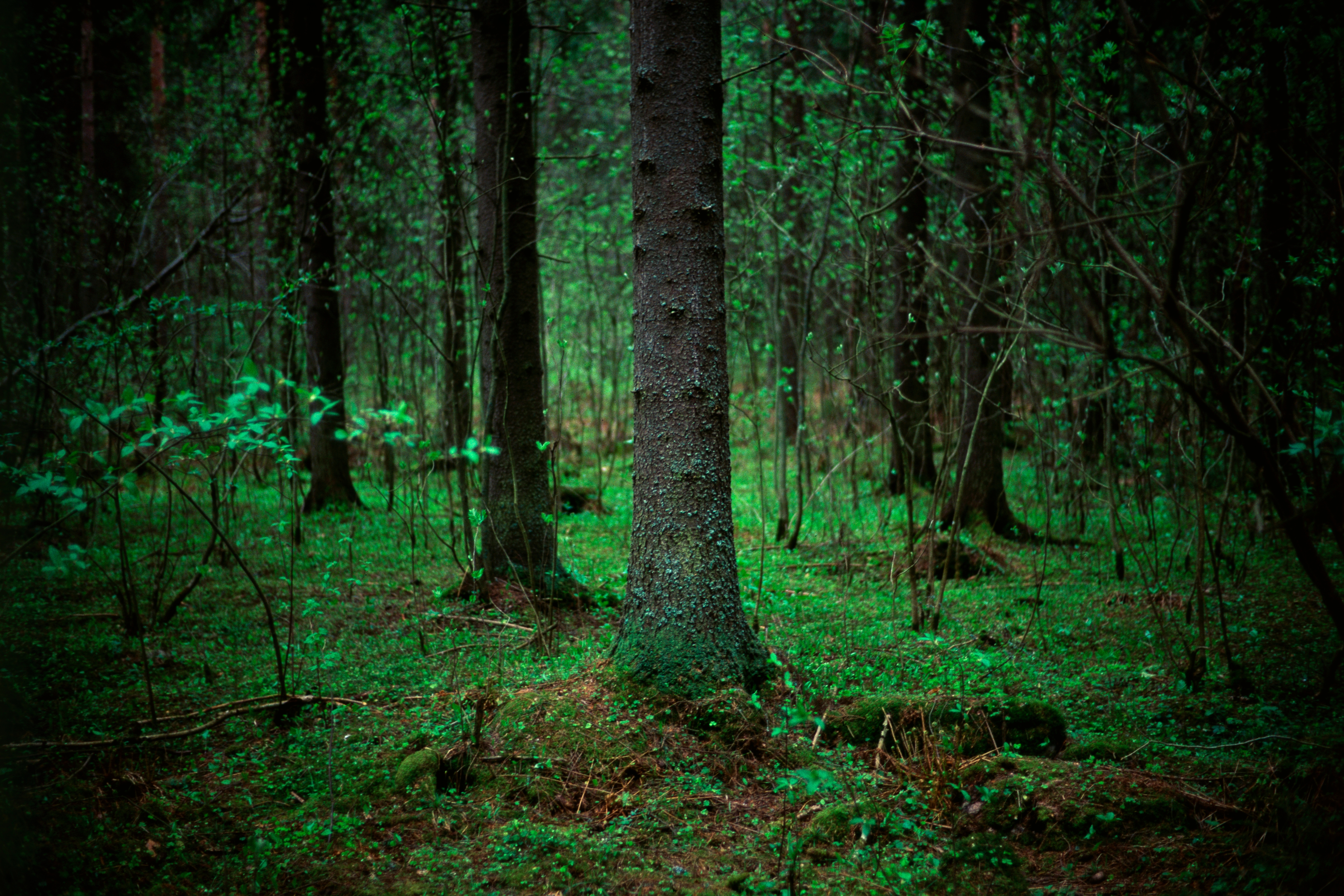
La historia de Tim transcurre en gran parte dentro de un siniestro bosque

 Luego de la muerte de su padre, su madre, incapaz de pagar los impuestos para mantener su hogar, se casa con Bern Kell, mejor amigo y compañero de negocios del padre de Tim, quien se muda a vivir con ellos. Kells es un hombre malo, propenso a beber en exceso, que no trata bien ni a Tim ni a su madre. Un día, el Cobrador llega para recoger los impuestos, y secretamente le dice a Tim que se encuentre con el más tarde en el bosque. Durante esta reunión, el Cobrador revela a Tim que en realidad fue Bern Kells quien asesinó a su padre, no un dragón, y con ayuda de un cuenco donde aparecen visiones muestra a Tim cómo Kells golpea a su madre hasta dejarla ciega. Luego, el Cobrador envía a Tim una visión diciéndole que si vuelve a encontrarlo en el bosque, le dará poderes mágicos que permitirán que su madre vuelva a a ver. Tim, armado con una pistola que le entregó su maestra de la escuela, comienza el viaje hacia el peligroso bosque, y es llevado hasta un pantano por Armaneeta, la malvada hada. Allí, Tim casi se convierte en víctima de un dragón y otras criaturas misteriosas del pantano, pero es salvado por su pistola al igual que por un grupo amistoso de criaturas que habitan el lugar, quienes lo toman por un pistolero. Estos seres del pantano lo llevan al lado más alejado del sitio, y le entregan un pequeño aparato electrónico que habla, perteneciente al "Pueblo Antiguo", que lo ayuda guiándolo en su viaje. Finalmente, Tim llega a un Dogan, en donde encuentra a un tigre enjaulado, que tiene la llave del Dogan alrededor de su cuello. Una tormenta se aproxima, y Tim, dándose cuenta de que todo esto probablemente se trate de una trampa que le puso el Cobrador, hace amistad con el tigre. Tim y el tigre aguantan la tormenta bajo una sábana mágica protectora. A la mañana siguiente, Tim descubre que el tigre en realidad es Merlín, un mago blanco, quien estuvo encerrado en la jaula por años debido a magia negra. Merlín da a Tim una poción para curar la ceguera de su madre y lo envía de vuelta a ella en la sábana mágica voladora. Luego Tim cura a su madre, quien luego mata a Bern Kells con un hacha después de que el mismo entrara en su hogar con la intención de asesinar a ambos.
Así concluye la historia de El viento por la cerradura, y Jamie vuelve a Debaria con los sospechosos de la mina de sal. El joven Bill es capaz de identificar al Hombre-Piel debido al tatuaje en el tobillo y a una cicatriz relacionada, momento en el que el hombre se transforma en serpiente y mata a dos personas. Roland dispara a la serpiente con una bala de plata hecha especialmente a mano (la cual solicitó luego de su llegada al pueblo), matándola. Roland y Jamie viajan de nuevo a Serenidad, donde las mujeres aceptan adoptar al joven Bill, quien ahora es un huérfano. Roland recibe una carta escrita por su madre tiempo atrás. En esta nota, ella dice perdonar a Roland por el acto que terminó con su asesinato accidental.
Así concluye la historia del Hombre-Piel, y Roland adulto y su ka-tet lograron aguantar con éxito la tormenta. Recogen sus cosas y continúan su camino a la Torre Oscura.

## Recepción
La primera evaluación de la obra fue escrita por Kevin Quigley y publicada por FEARnet el 24 de febrero de 2012. La misma fue muy positiva: "Lo más importante, es que logra retener la estructura de la búsqueda de las primeras cuatro novelas y también subraya sutilmente la obsesión de King con la naturaleza de la ficción en los últimos libros, proporcionando un puente necesario entre las dos mitades de la serie. Esa sea quizás la palabra más adecuada para describir a El viento por la cerradura: necesario. ¿La siguiente mejor palabra para describir este libro? Diversión. Verdaderos baldes de la misma." Quigley detalla sobre la categorización temática del libro como un "puente": "el cambio de la fascinación de El Mago de Oz en Mago y cristal a la embestida de Los siete magníficos/Harry Potter/Doctor Doom/El misterio de Salem's Lot en Lobos del Calla necesitaba un mejor elemento conector. Si se lee como King pretende, entre esos dos libros, [El viento por la] cerradura prepara mental y emocionalmente al lector para esas intrusiones ficticias en la realidad."